# Torneo de Abu Dabi
El Torneo de Abu Dabi (también conocido como Mubadala Abu Dhabi Open) es un torneo de tenis profesional femenino. Antes del 2020 el evento era conocido como Capitala World Tennis, y era un torneo de exhibición de individuales masculinos y femeninos, en 2021 empezó a ser parte de la WTA en la categoría WTA 500. Se lleva a cabo anualmente desde el 2009.

## Historia

### Creación
En noviembre del 2008, se anunció la creación de un nuevo torneo de exhibición para el inicio de la temporada, que se disputaría en Abu Dhabi, en los Emiratos Árabes Unidos. El objetivo del torneo era promover el tenis en esta región, creando varios torneos más: El Dubai Tennis Championships, que forma parte de la ATP y la WTA, también en Emiratos Árabes Unidos; El Catar ExxonMobil Open (ATP) y el Catar Total Open (WTA), en Doha, Catar y el WTA Tour Championships, también en Doha. El torneo de exhibición lo disputarían seis tenistas durante tres días, y el ganador obtendría un premio de 250.000 US$. Precedían al torneo cierto número de actividades en la zona relacionadas con el tenis, incluyendo un torneo amateur (Community Cup) en Abu Dabi y Dubái, y una exhibición de calentamiento de los jugadores, similar al Kooyong Classic. De los seis participantes, los número 1 y 2 pasaban directamente a la segunda ronda (Nadal y Federer en 2009, 2010 y 2011).
El 30 de diciembre en 2017 Jeļena Ostapenko derrotó a Serena Williams en el primer torneo jugado por mujeres.

### Individual femenino
| Año                      | Campeona.                                         | Finalista.                                        | Resultado                                         |
| ------------------------ | ------------------------------------------------- | ------------------------------------------------- | ------------------------------------------------- |
| ↓ Torneo de exhibición ↓ |                                                   |                                                   |                                                   |
| 2017                     | Jeļena Ostapenko                                  | Serena Williams                                   | 6-2, 3-6, [10-5]                                  |
| 2018                     | Venus Williams                                    | Serena Williams                                   | 4-6, 6-3, [10-8]                                  |
| 2019                     | María Sharápova                                   | Ajla Tomljanović                                  | 6-4, 7-5                                          |
| 2020                     | Torneo cancelado debido a la Pandemia de Covid-19 | Torneo cancelado debido a la Pandemia de Covid-19 | Torneo cancelado debido a la Pandemia de Covid-19 |
| ↓ WTA 500 ↓              |                                                   |                                                   |                                                   |
| 2021                     | Aryna Sabalenka                                   | Veronika Kudermétova                              | 6-2, 6-2                                          |
| 2022                     | No celebrado                                      | No celebrado                                      | No celebrado                                      |
| 2023                     | Belinda Bencic                                    | Liudmila Samsónova                                | 1-6, 7-6(8), 6-4                                  |
| 2024                     | Elena Rybakina                                    | Daria Kasátkina                                   | 6-1, 6-4                                          |
| 2025                     | Belinda Bencic                                    | Ashlyn Krueger                                    | 4-6, 6-1, 6-1                                     |

### Dobles femenino
| Año         | Campeonas                         | Finalistas                      | Resultado        |
| ----------- | --------------------------------- | ------------------------------- | ---------------- |
| ↓ WTA 500 ↓ |                                   |                                 |                  |
| 2021        | Shuko Aoyama Ena Shibahara        | Hayley Carter Luisa Stefani     | 7-6(5), 6-4      |
| 2022        | No celebrado                      | No celebrado                    | No celebrado     |
| 2023        | Luisa Stefani Shuai Zhang         | Shuko Aoyama Hao-Ching Chan     | 3-6, 6-2, [10-8] |
| 2024        | Sofia Kenin Bethanie Mattek-Sands | Linda Nosková Heather Watson    | 6-4, 7-6(4)      |
| 2025        | Jeļena Ostapenko Ellen Perez      | Kristina Mladenovic Shuai Zhang | 6-1, 6-1         |

### Individual masculino
| Año                      | Campeones                                          | Finalistas                                         | Resultado                                          |
| ------------------------ | -------------------------------------------------- | -------------------------------------------------- | -------------------------------------------------- |
| ↓ Torneo de exhibición ↓ |                                                    |                                                    |                                                    |
| 2009                     | Andy Murray                                        | Rafael Nadal                                       | 6-4, 5-7, 6-3                                      |
| 2010                     | Rafael Nadal                                       | Robin Söderling                                    | 7-6(3), 7-5                                        |
| 2011 (Ene.)              | Rafael Nadal (2)                                   | Roger Federer                                      | 7-6(4), 7-6(3)                                     |
| 2011 (Dic.)              | Novak Djokovic                                     | David Ferrer                                       | 6-2, 6-1                                           |
| 2012                     | Novak Djokovic (2)                                 | Nicolás Almagro                                    | 6-7(4), 6-3, 6-4                                   |
| 2013                     | Novak Djokovic (3)                                 | David Ferrer                                       | 7-5, 6-2                                           |
| 2014                     | Andy Murray (2)                                    | Novak Djokovic                                     | w/o                                                |
| 2015                     | Rafael Nadal (3)                                   | Milos Raonic                                       | 7-6(2), 6-3                                        |
| 2016                     | Rafael Nadal (4)                                   | David Goffin                                       | 6-4, 7-6(5)                                        |
| 2017                     | Kevin Anderson                                     | Roberto Bautista                                   | 6-4, 7-6(0)                                        |
| 2018                     | Novak Djokovic (4)                                 | Kevin Anderson                                     | 4-6, 7-5, 7-5                                      |
| 2019                     | Rafael Nadal (5)                                   | Stefanos Tsitsipas                                 | 6-7(3), 7-5, 7-6(3)                                |
| 2020                     | Torneo cancelado debido a la Pandemia de COVID-19. | Torneo cancelado debido a la Pandemia de COVID-19. | Torneo cancelado debido a la Pandemia de COVID-19. |
| 2021                     | Andrey Rublev                                      | Andy Murray                                        | 6-4, 7-6(2)                                        |
| 2022                     | Stefanos Tsitsipas                                 | Andrey Rublev                                      | 6-2, 4-6, 6-2                                      |